# Marouane Sahraoui
Marouane Sahraoui (in arabo مروان صحراوي‎?; Marsiglia, 9 gennaio 1996) è un calciatore tunisino, difensore del Ceramica Cleopatra in prestito dall'ENPPI.

## Caratteristiche tecniche
È un difensore centrale.

## Carriera

### Club
Muove i suoi primi passi nelle giovanili dell'Espérance. Nel 2015 viene tesserato dal Metz, che lo cede in prestito al Seraing, nella seconda divisione belga. L'anno successivo si accorda con il Vitória Guimarães, che lo aggrega alla formazione riserve. Il 6 dicembre 2020 viene ingaggiato dall'Ismaily, nel campionato egiziano. Il 24 settembre 2022 passa a parametro zero all'ENPPI, firmando un accordo valido per tre stagioni. Non trovando spazio in squadra, il 31 gennaio 2023 passa in prestito con diritto di riscatto al Ceramica Cleopatra.

### Nazionale
Ha giocato nelle nazionali giovanili tunisine Under-17 ed Under-20.

## Statistiche

### Presenze e reti nei club
Statistiche aggiornate al 31 gennaio 2023.
| Stagione                   | Squadra                    | Campionato                 | Campionato | Campionato | Coppe nazionali | Coppe nazionali | Coppe nazionali | Coppe continentali | Coppe continentali | Coppe continentali | Altre coppe | Altre coppe | Altre coppe | Totale | Totale |
| Stagione                   | Squadra                    | Comp                       | Pres       | Reti       | Comp            | Pres            | Reti            | Comp               | Pres               | Reti               | Comp        | Pres        | Reti        | Pres   | Reti   |
| -------------------------- | -------------------------- | -------------------------- | ---------- | ---------- | --------------- | --------------- | --------------- | ------------------ | ------------------ | ------------------ | ----------- | ----------- | ----------- | ------ | ------ |
| 2015-2016                  | Seraing                    | D2                         | 17         | 0          | CB              | 0               | 0               | -                  | -                  | -                  | -           | -           | -           | 17     | 0      |
| 2016-2017                  | Vitória Guimarães B        | SL                         | 7          | 0          | -               | -               | -               | -                  | -                  | -                  | -           | -           | -           | 7      | 0      |
| 2017-2018                  | Vitória Guimarães B        | SL                         | 7          | 0          | -               | -               | -               | -                  | -                  | -                  | -           | -           | -           | 7      | 0      |
| Totale Vitória Guimarães B | Totale Vitória Guimarães B | Totale Vitória Guimarães B | 14         | 0          |                 | -               | -               |                    | -                  | -                  |             | -           | -           | 14     | 0      |
| 2018-2019                  | Bizertin                   | L1                         | 15         | 1          | CT              | 1               | 0               | -                  | -                  | -                  | -           | -           | -           | 16     | 1      |
| 2019-2020                  | Bizertin                   | L1                         | 22         | 1          | CT              | 1               | 0               | -                  | -                  | -                  | -           | -           | -           | 23     | 1      |
| Totale Bizertin            | Totale Bizertin            | Totale Bizertin            | 37         | 2          |                 | 2               | 0               |                    | -                  | -                  |             | -           | -           | 39     | 2      |
| 2020-2021                  | Ismaily                    | PL                         | 30         | 0          | CE              | 1               | 0               | -                  | -                  | -                  | -           | -           | -           | 31     | 0      |
| 2021-gen. 2022             | Ismaily                    | PL                         | 1          | 0          | CE              | 0               | 0               | -                  | -                  | -                  | -           | -           | -           | 1      | 0      |
| Totale Ismaily             | Totale Ismaily             | Totale Ismaily             | 31         | 0          |                 | 1               | 0               |                    | -                  | -                  |             | -           | -           | 32     | 0      |
| gen.-giu. 2022             | Future                     | PL                         | 12         | 0          | CE              | 1               | 0               | -                  | -                  | -                  | -           | -           | -           | 13     | 0      |
| 2022-gen. 2023             | ENPPI                      | PL                         | 3          | 0          | CE              | 0               | 0               | -                  | -                  | -                  | -           | -           | -           | 3      | 0      |
| gen.-giu. 2023             | Ceramica Cleopatra         | PL                         | 0          | 0          | CE              | 0               | 0               | -                  | -                  | -                  | -           | -           | -           | 0      | 0      |
| Totale carriera            | Totale carriera            | Totale carriera            | 114        | 2          |                 | 4               | 0               |                    | -                  | -                  |             | -           | -           | 118    | 2      |